# ふれあい (鉄道車両)

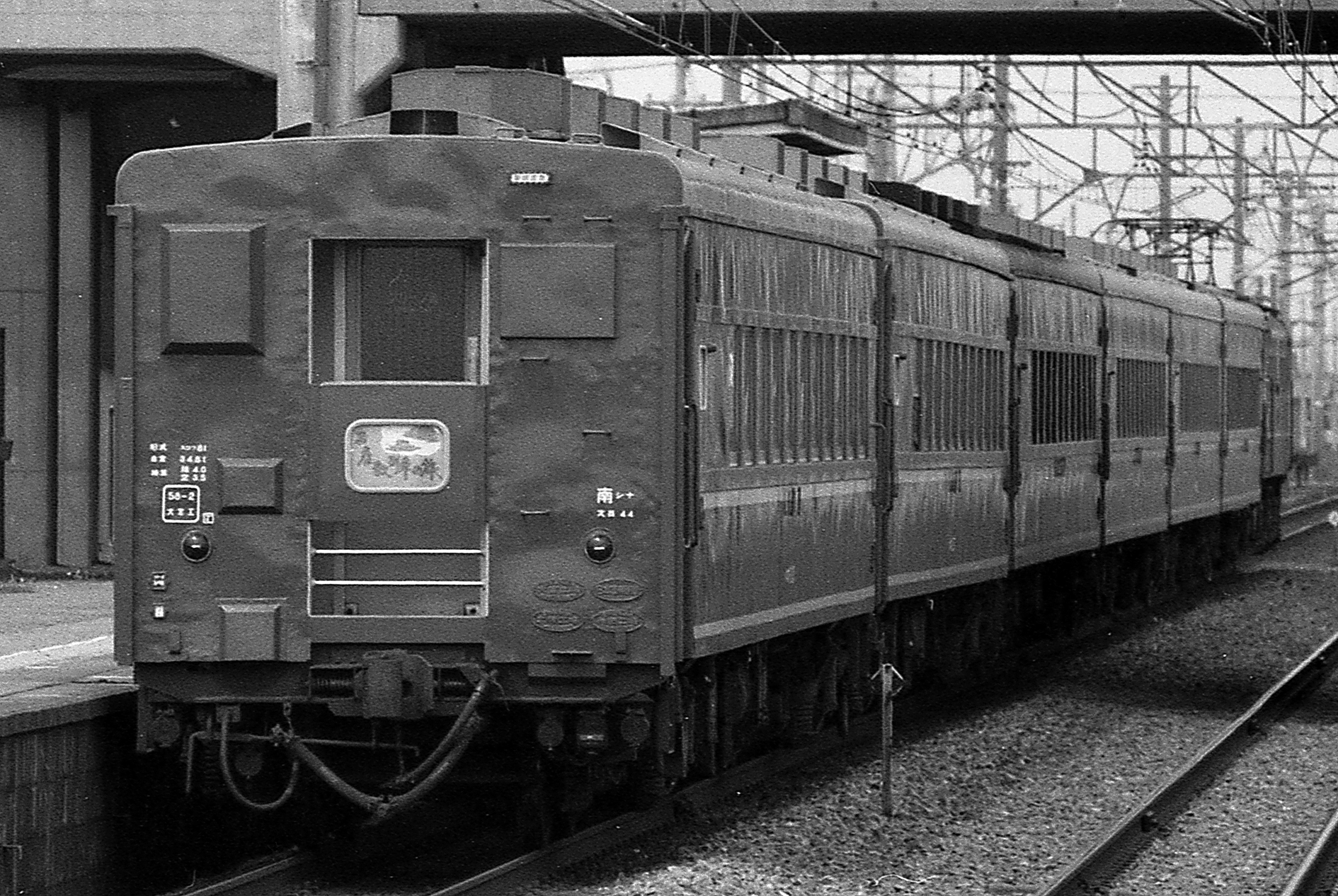
東京南鉄道管理局時代（1984年）

ふれあいは、日本国有鉄道（国鉄）が改造、所有した団体臨時列車用の和式客車で、ジョイフルトレインと呼ばれる車両の一種である。1987年（昭和62年）の国鉄分割民営化により東日本旅客鉄道（JR東日本）に継承、1990年（平成2年）まで使用された。

## 概要
国鉄では1960年（昭和35年）頃より、団体客向けにスハシ29形やオハ61形など旧型客車を改造した和式車両を登場させてきたが、車両自体の老朽化に加え構造上冷房が搭載不可能であったり、乗り心地が悪いなどサービス面で不十分な車両が多かった。
そこで1972年（昭和47年）、冷房搭載車であるスロ62形およびスロフ62形を改造した6両編成の和式客車が金沢鉄道管理局に登場。以降、静岡、門司、長野、名古屋、大阪、東京南の各管理局下へと配置した。このうち東京南鉄道管理局の品川客車区（現在：東京総合車両センター田町センター）に配置された編成は、鉄道ファンの間で「シナ座」と呼ばれた。
1986年（昭和61年）、品川客車区に新しい和式客車「江戸」が登場し、これによって余剰となった「シナ座」は水戸鉄道管理局へ転属することになった。転属先の水戸客車区では初めて「ふれあい」という愛称が付けられたが、「シナ座」に倣って「ミト座」と呼ばれることも多かった。

## 構造
他のスロ81形・スロフ81形と基本的には同一構造で、種車であるスロ62形とスロフ62形の鋼体を利用し、デッキ横の便所・洗面所はそのまま利用されたが車端部の便所・洗面所は撤去し収納スペースを作った。スロフ81形の編成端は貫通扉や幌などが外され、愛称表示機と柵が取り付けられた。
冷暖房装置についても種車のものをそのまま使用している。冷房装置は角型のAU13形を各車5台搭載しており、各車に搭載されたエンジンと発電機で駆動する。暖房は電気暖房装置を備えるほか、蒸気暖房による暖房も可能である。他の旧型客車と同様、機関車から暖房用の蒸気もしくは電気の供給を受ける方式であり、電気機関車やディーゼル機関車で牽引する場合にはその機関車が電気暖房装置や蒸気暖房用ボイラーを搭載していないと暖房が使用できない。
登場時の車体塗装は青15号地の窓下にクリーム10号の帯を2本入れたデザイン。水戸転属後の1988年4月、側面中央部に白で動輪マークが入れられ、翌1989年4月の検査入場の際にぶどう色2号に淡緑6号の帯1本へと変更された。
内装は各車畳敷きで、天井には欄間が取り付けられ意匠を凝らした作りになっていた。

## 編成
以下の6両で構成される。東京南鉄道管理局（品川客車区）時代の各車の愛称は以下の通りで、江戸下町の地名から採られている。カッコ内は旧車番。
- 1号車 スロフ81 2114「鳥越」（スロフ62 2033）
- 2号車 スロ81 2125「湯島」（スロ62 2018）
- 3号車 スロ81 2126「深川」（スロ62 2019）
- 4号車 スロ81 2128「花川戸」（スロ62 2023）
- 5号車 スロ81 2127「向島」（スロ62 2022）
- 6号車 スロフ81 2113「柴又」（スロフ62 2019）

｢ふれあい｣時代の各車の愛称は以下の通りで、水戸鉄道管理局管内の著名な観光地から採られている。｢シナ座｣時代とは号車番号が逆転した。
- 1号車 スロフ81 2113「筑波」
- 2号車 スロ81 2127「大洗」
- 3号車 スロ81 2128「奥久慈」
- 4号車 スロ81 2126「五浦」
- 5号車 スロ81 2125「勿来」
- 6号車 スロフ81 2114「相馬」

## 運用
全車両が国鉄の大宮工場（現在：大宮総合車両センター）で改造され、品川客車区に配置された。
水戸客車区への転属後は、水戸エリアを中心とした関東各地や上越線、奥羽本線などでも使用された。特異な例として、鹿島鉄道や関東鉄道に入線した事例がある。また、中間の1両を外した5両編成での運用も多かった。
他のスロ81系が国鉄分割民営化前に廃車となる中で、同形式の編成として唯一JRグループに承継された車両だったが、老朽化のため1990年7月をもって廃車となった。後継は485系改造の「リゾートエクスプレスゆう」である。